# Chelonus formosanus
Chelonus formosanus är en stekelart som beskrevs av Jinhaku Sonan 1932. Chelonus formosanus ingår i släktet Chelonus och familjen bracksteklar. Inga underarter finns listade i Catalogue of Life.